# Линия 16 (Парижское метро)
Линия 16 (фр. Ligne 16 du métro de Paris) — строящаяся линия Парижского метрополитена. Запуск линии ожидается в 2026—2028 годах.

## История
Проект линии был представлен президентом Франции Николя Саркози в 2009 году.
В 2014 году был представлен окончательный проект, актуальный и сейчас, тогда же линии был дан номер 16.

## Карта линии